# Rzewuscy herbu Krzywda

Herb Krzywda używany przez Rzewuskich w Rzeczypospolitej i Rosji

Herb Rzewuski Hrabia, odmiana hrabiowska herbu Krzywda używana przez Rzewuskich w Austrii od 1857 roku

Rzewuscy herbu Krzywda – polski ród magnacki, wywodzący się z drobnej szlachty podlaskiej. W XVII i XVIII wieku osiągnęli znaczącą pozycję polityczną i majątkową, głównie dzięki działalności wojskowej i politycznej Michała Floriana Rzewuskiego oraz jego potomków, którzy zajmowali najwyższe stanowiska państwowe, w tym urzędy hetmańskie.

## Początki
Ród Rzewuskich pochodził z niezamożnej, drobnej szlachty podlaskiej, zamieszkującej w XVII wieku okolice okolic Łosic na Podlasiu, a bliżej ze wsi Bejdy (dawna nazwa Beydy), gminy Olszanka, Starych Rzewusk, gminy Przesmyki i Zawad (dawna nazwa Rzewuski-Zawady),  niedaleko Janowa Podlaskiego.
Wywodzili się z linii szlacheckiej, żyjącej często z pracy własnych rąk, jednak z biegiem czasu udało im się zdobyć wysoką pozycję społeczną i majątkową. Za początek kariery rodu można uznać Krzysztofa Rzewuskiego, który w pierwszych latach XVII wieku otrzymał dzierżawę królewskiej wsi na Podolu, a jego syn, Stanisław Rzewuski, powiększył majątek i trwale osadził rodzinę na Kresach. Stanisław, dzięki powiązaniom z potężnym rodem Zamoyskich, oraz małżeństwu z Anną Czerniejowską, umocnił pozycję Rzewuskich. Ród ten zdobywał kolejne urzędy i godności, a do sukcesów Stanisława należy ufundowanie kościoła i klasztoru karmelitów w Rozdole.

## Zdobycie pozycji rodu
Prawdziwy awans do magnackiej elity XVIII wieku zapewnił jednak Michał Florian Rzewuski.  Był on wybitnym wojskowym, który walczył u boku Stefana Czarnieckiego, m.in. w wyprawie duńskiej oraz w bitwach z Turkami i Tatarami.
Największy sukces militarny odniósł Michał Florian w bitwie pod Wiedniem, gdzie będąc dowódcą chorągwi (oddziału) hetmana koronnego Jabłonowskiego,  poprowadził największą szarżę husarską w bitwie pod Wiedniem i doprowadził do sukcesu w tej bitwie.
Od czasu bitwy pod Wiedniem był w najbliższym kręgu zaufania króla Jana III Sobieskiego. Dzięki  jego protekcji, Michał Florian awansował do grona zaufanych ludzi monarchy, otrzymując liczne urzędy i nadania ziemskie. Jego małżeństwa z członkiniami senatorskich rodów oraz liczne potomstwo ugruntowały pozycję rodu.

## Rzewuscy w XVIII wieku
Ród Rzewuskich osiągnął szczyt swojej potęgi w XVIII wieku.
Potomkowie Michała Floriana utrzymali i pomnożyli jego dorobek. Stanisław Mateusz Rzewuski, syn Michała Floriana, zyskał sławę jako wojewoda bełski i hetman wielki koronny, czyli de facto druga osoba w państwie. Mimo że jego kariera zaczęła się stosunkowo późno, był jednym z najbardziej wpływowych magnatów swojego czasu. Jego działalność polityczna była związana z lojalnością wobec króla Augusta II Mocnego, co przyniosło mu liczne urzędy i nadania majątkowe, znacznie przewyższające wartość dóbr posiadanych przez jego ojca.
Rzewuscy, choć byli silnie związani z dworem królewskim, zawsze dbali o swoją niezależność polityczną, podkreślając swoją sarmacką tożsamość i obronę tradycyjnych wartości szlacheckich, takich jak równość szlachecka, wolność elekcji oraz zasada liberum veto.
Pod koniec XVIII wieku ród Rzewuskich był już trwale zakorzeniony w najwyższych warstwach magnaterii.
Trzech Rzewuskich – Stanisław Mateusz, Wacław i Seweryn – pełniło funkcje hetmańskie, a Wacław otrzymał tytuł kasztelana krakowskiego (wówczas tytuł dożywotni), co czyniło go pierwszym świeckim senatorem Rzeczypospolitej. Rzewuscy weszli również w związki małżeńskie z innymi wpływowymi rodami, takimi jak Radziwiłłowie, Lubomirscy, Potoccy i Małachowscy.

## Trzy linie rodu Rzewuskich
Na przełomie XVIII i XIX wieku trzy gałęzie rodu wywodzące się od Michała Floriana funkcjonowały w trzech głównych majątkach rodu.
- Linia na Rozdole: związana była m.in. z Kazimierzem Rzewuskim.
- Linia na Podhorcach:  związana była m.in. z hetmanem Wacławem Rzewuskim oraz jego starszym synem Sewerynem i słynnym podróżnikiem beduińskim "Emirem" Wacławem.
- Linia na Pohrebyszczu: związana m.in. z młodszym synem hetmana Wacława. Stanisławem Ferdynandem Rzewuskim (tylko ta linia przetrwała do XX wieku)

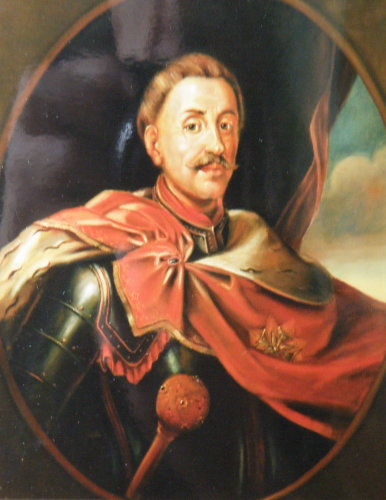
Hetman Wielki Koronny Stanisław Mateusz Rzewuski
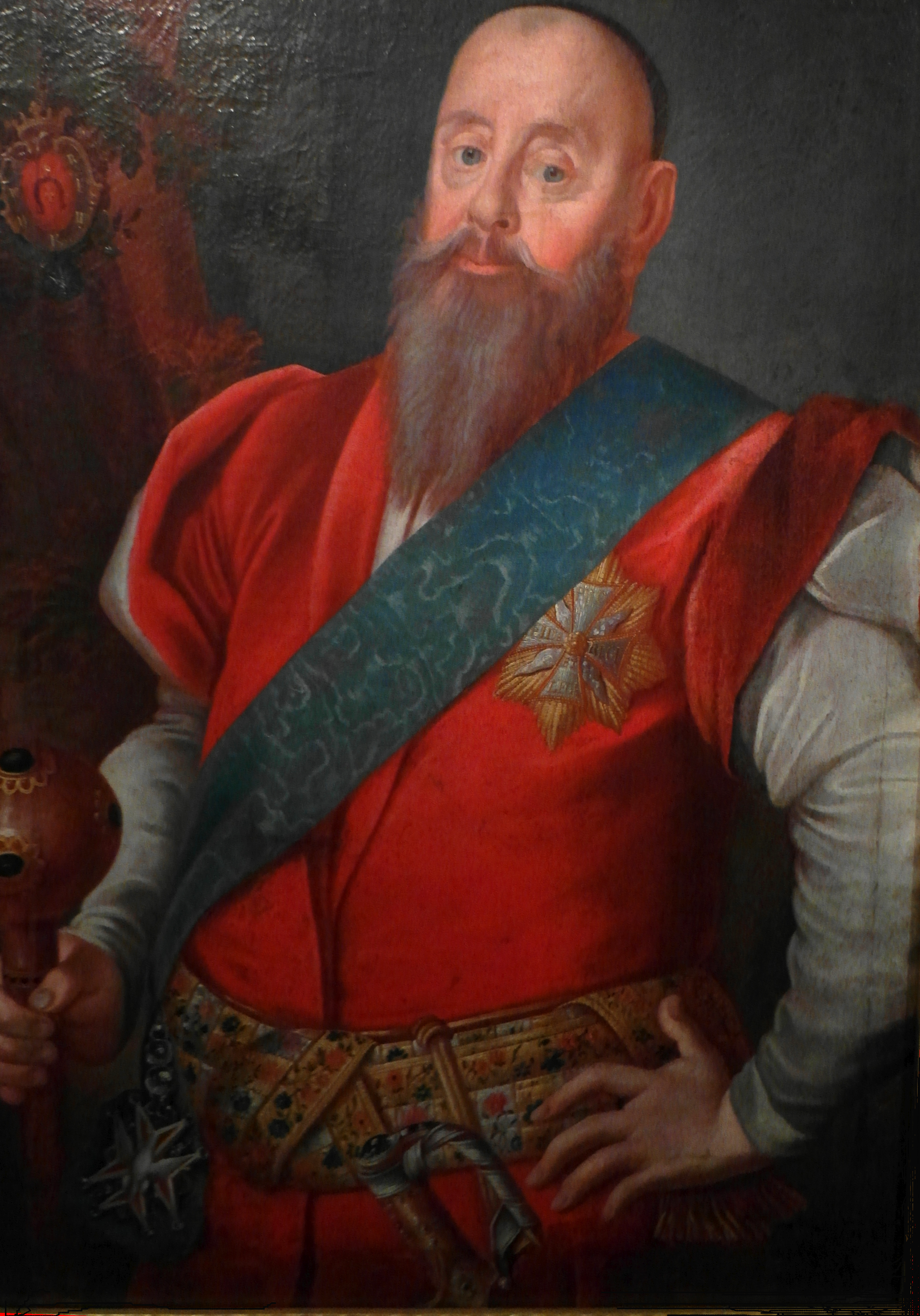
Hetman Wielki Koronny Wacław Rzewuski
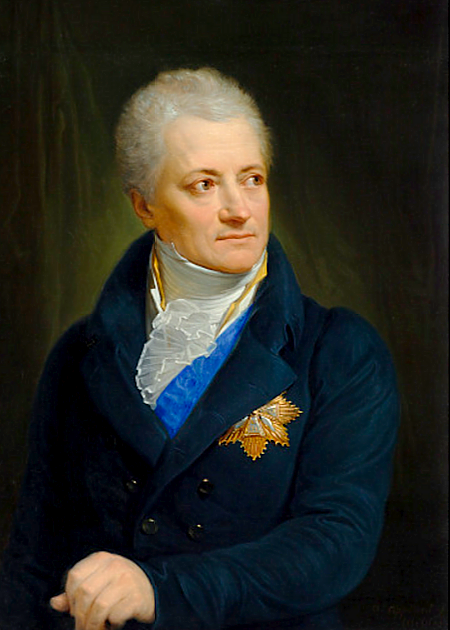
Szambelan królewski poseł Kazimierz Rzewuski
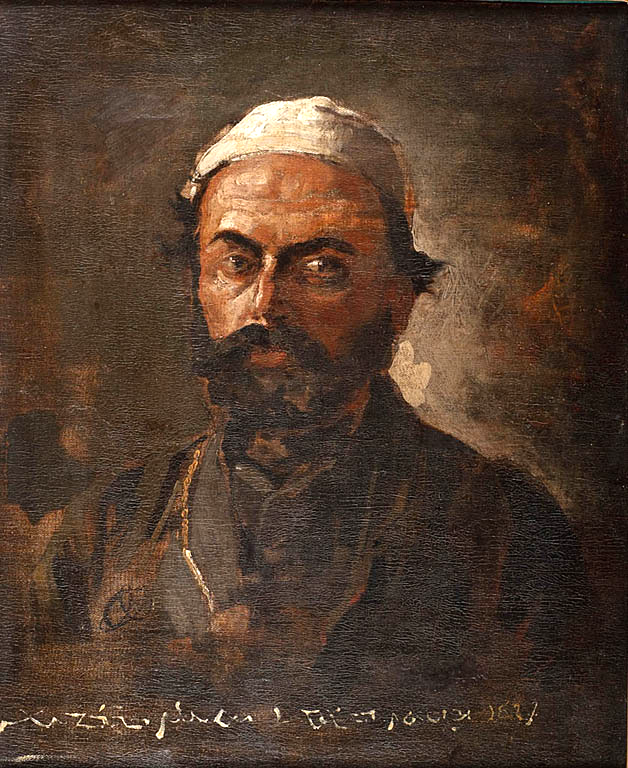
Emir ("książę arabaski"), poróżnik Wacław Seweryn Rzewuski (Podhorce)
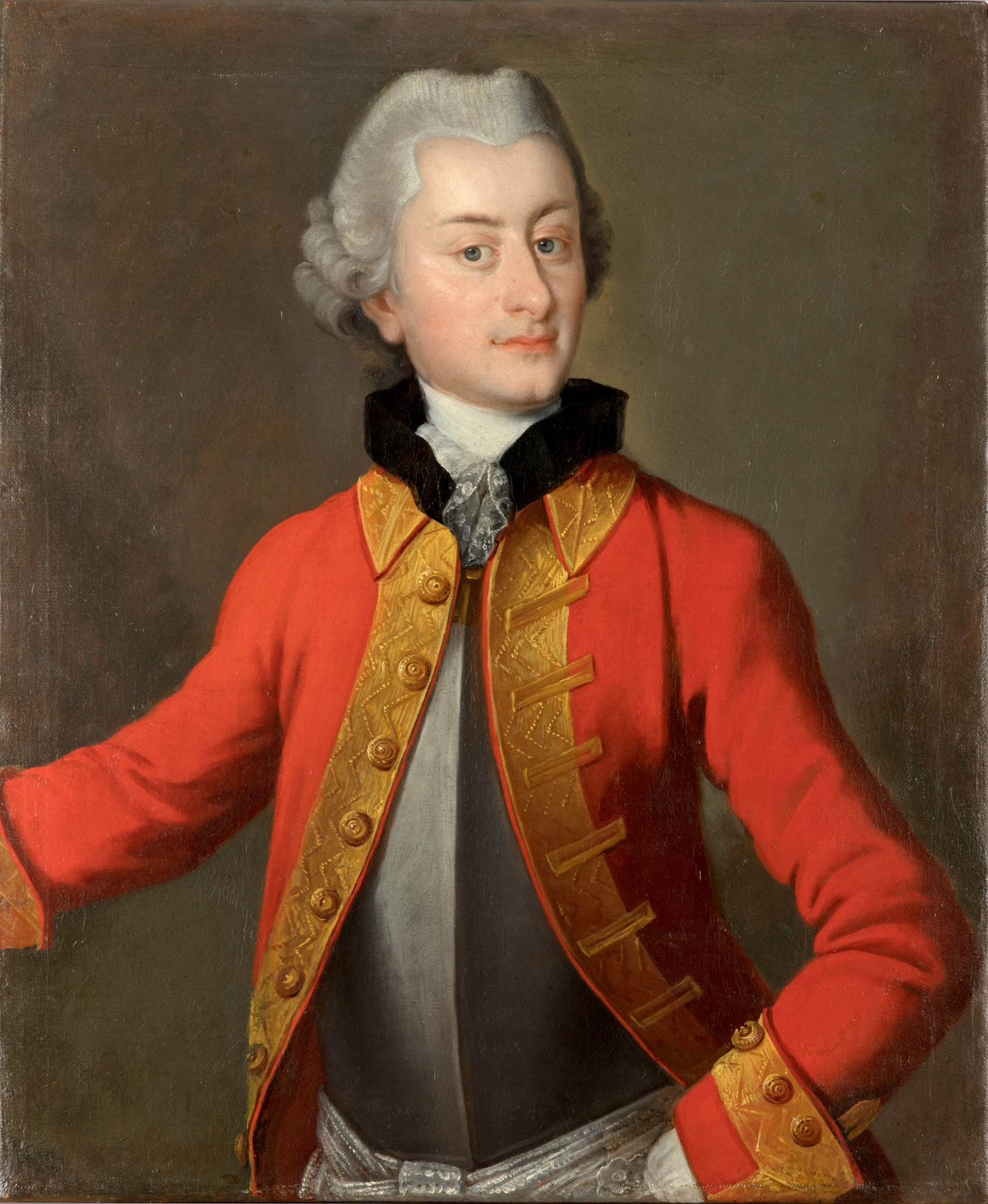
Hetman Polny Koronny Seweryn Rzewuski
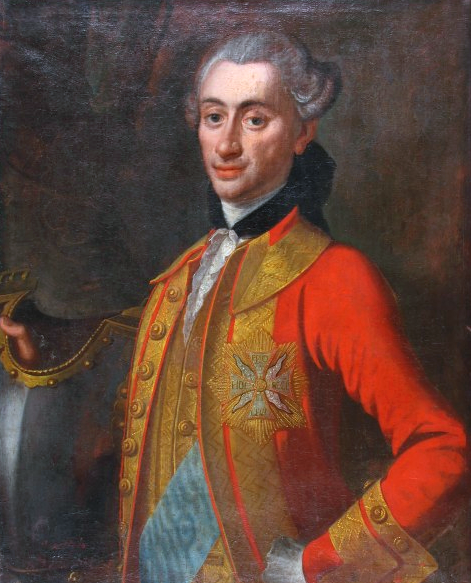
Chorąży Wielki Litewski Stanisław Ferdynand Rzewuski

### Linia na Podhorcach

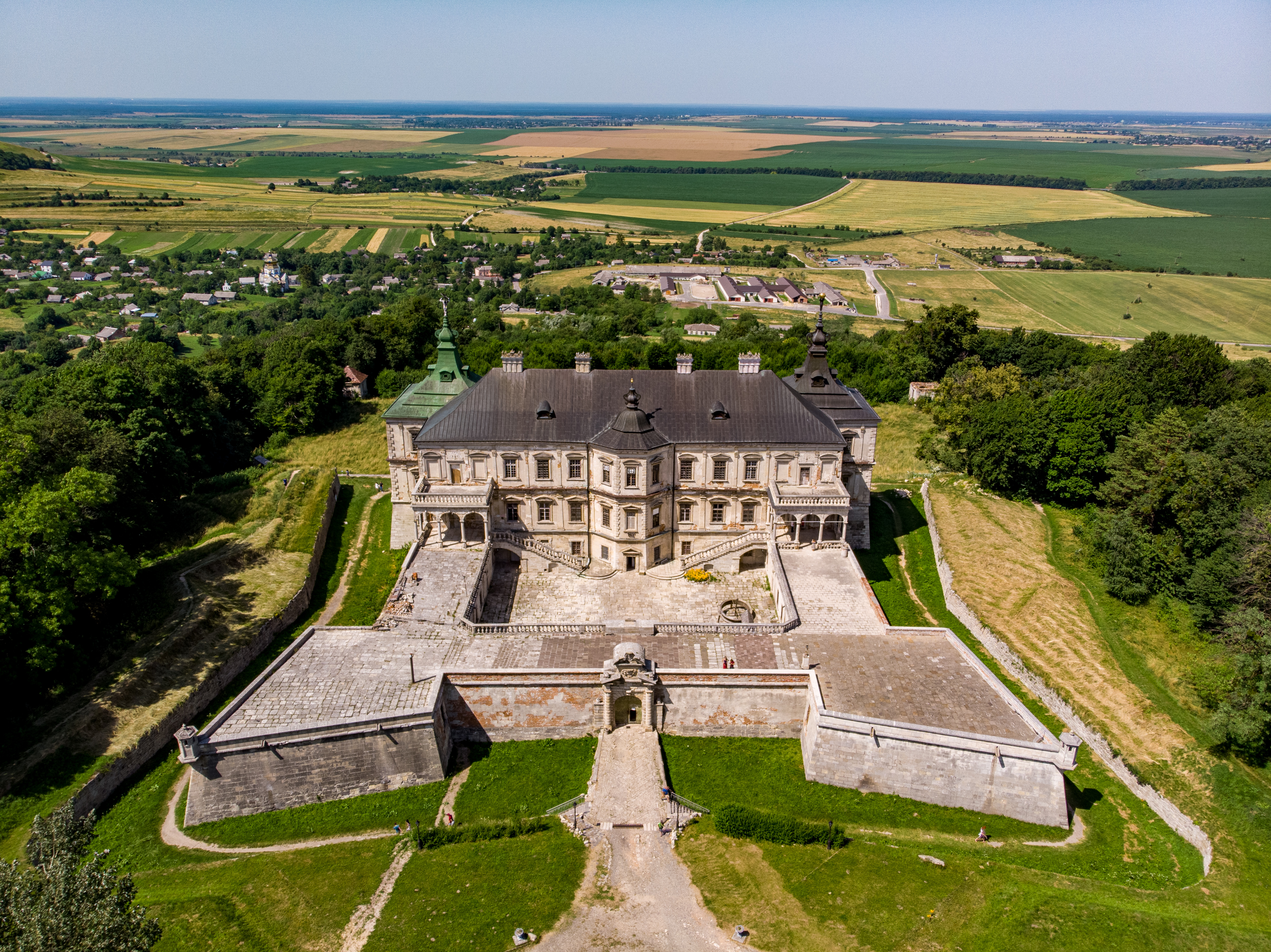
Zamek w Podhorcach

Ważnym elementem podnoszenia prestiżu rodu było nabycie zamków w Podhorcach i Olesku w 1720 roku przez Stanisława Mateusza Rzewuskiego.
Podhorce, wspaniała rezydencja barokowa (zbudowana niemal sto lat wcześniej dla hetmana Stanisława Koniecpolskiego), stała się główną siedzibą Rzewuskich.
Zamek łączył cechy fortecy i pałacu, a pod rządami Rzewuskich przeszedł gruntowną renowację. Wacław Rzewuski, syn Stanisława Mateusza, rozbudował zamek i uczynił z niego centrum magnackiego dworu, przyciągając artystów, prowadząc teatr oraz bibliotekę.
Ostatnim przedstawicielem linii na Podhorcach był hrabia Leon Rzewuski, który sprzedał Podhorce rodzinie Sanguszków w 1865 roku.

### Linia na Rozdole

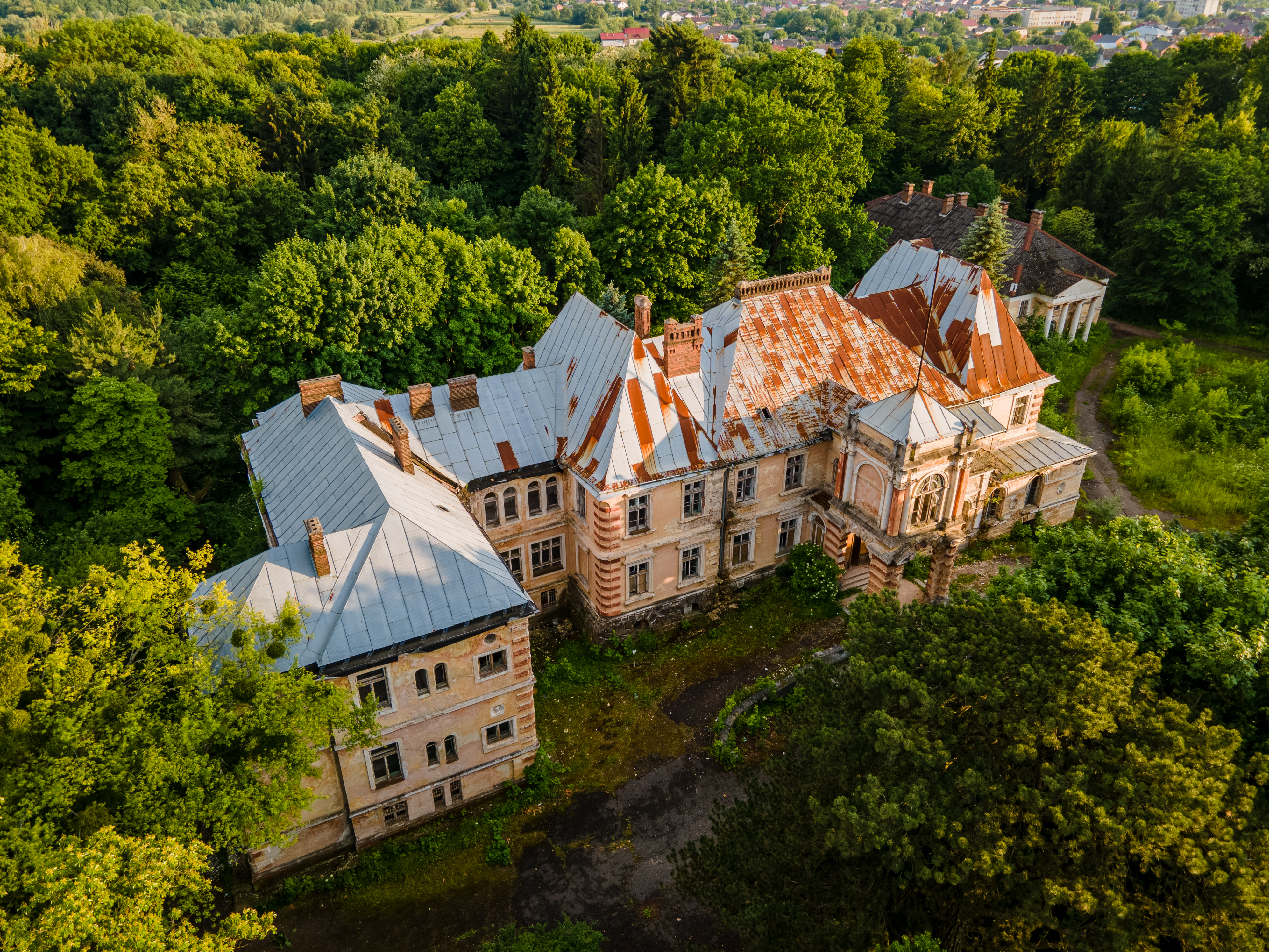
Pałac w Rozdole

Murowany pałac wybudowany w 1740 r. przez Michała Józefa Rzewuskiego. Obiekt został nazwany Frankopolem na cześć żony Michała - Franciszki z Cetnerów. Później należał do jego syna Kazimierza Seweryna, a następnie do wnuczki Ludwiki Rzewuskiej. Kazimierz Rzewuski nie miał synów, więc pałac po jego śmierci w 1820 roku  przeszedł w ręce męża Ludwiki, Antoniego Lanckorońskiego. Od tego czasu był rodzinie Lanckorońskich.
Karol Lanckoroński w latach 1874–1908 przebudował rezydencję w stylu francuskiego neorenesansu. Była to ulubiona siedziba Karoliny Lanckorońskiej. Do 1939 właścicielem majątku był Antoni Lanckoroński.
W Rozdole znajdowała się jedna z największych i najwspanialszych kolekcji dzieł sztuki w Polsce (zawierająca m.in. dwa obrazy Rembrandta), która przetrwała do dziś.

### Lina na Pohrebyszczu

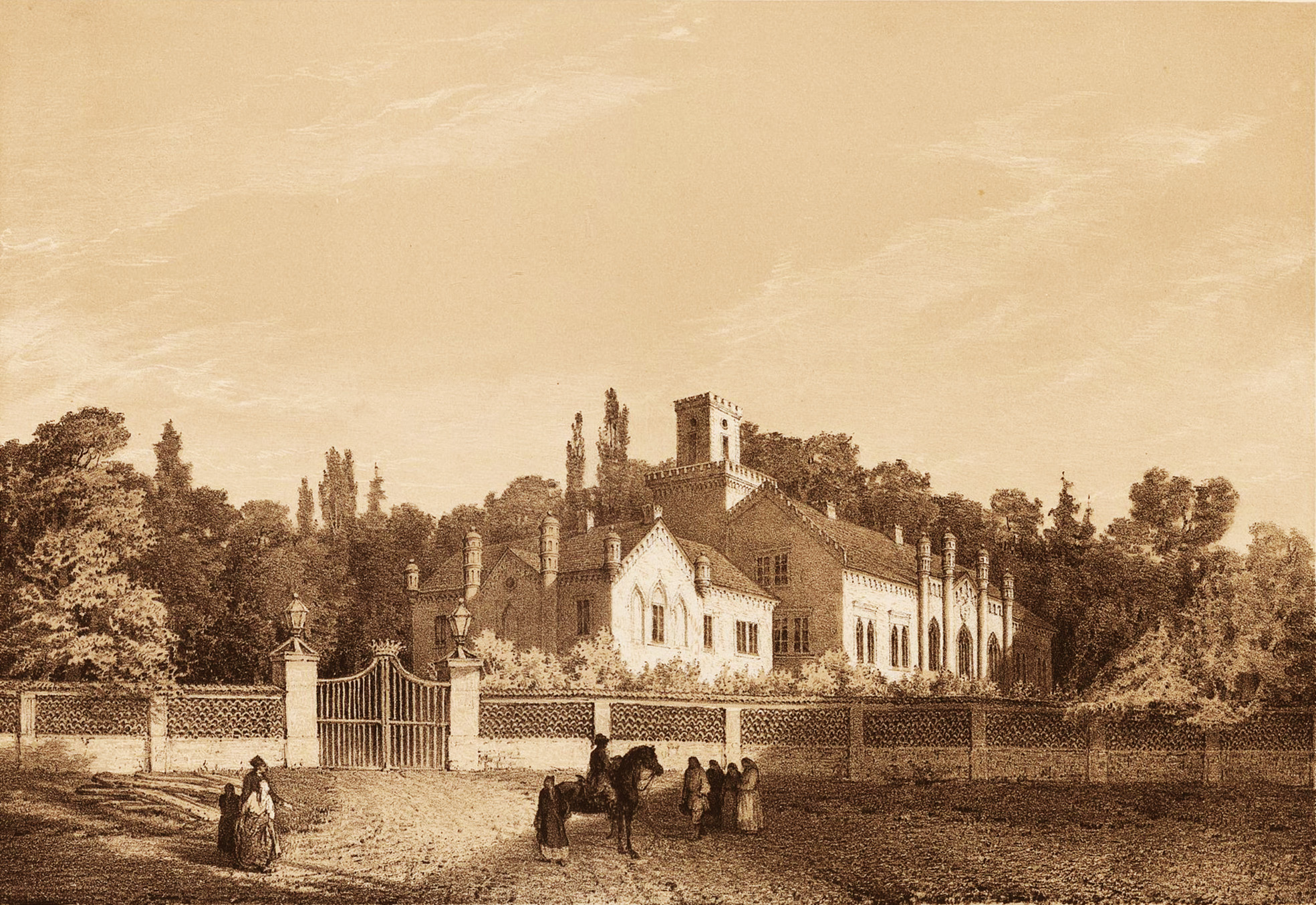
Dwór w Pohrebyszczu

Z Pohrebyszczem było związane pięć pokoleń Rzewuskich. Linia ta była też szerzej rozrodzona niż linie na Podhorcach oraz Rozdole i także tylko ta linia przetrwała do XX wieku.
Ojcem linii na Pohrebyszczu był Stanisław Ferdynand Rzewuski, generał major i chorąży wielki litewski, syn hetmana wielkiego koronnego Wacława Rzewuskiego z Podhorec. Jego syn Adam Wawrzyniec był ojcem m.in. słynnego w XIX wieku pisarza Henryka Rzewuskiego i znanej z małżeństwa z Honore Balzac, Eweliny Rzewuskiej.

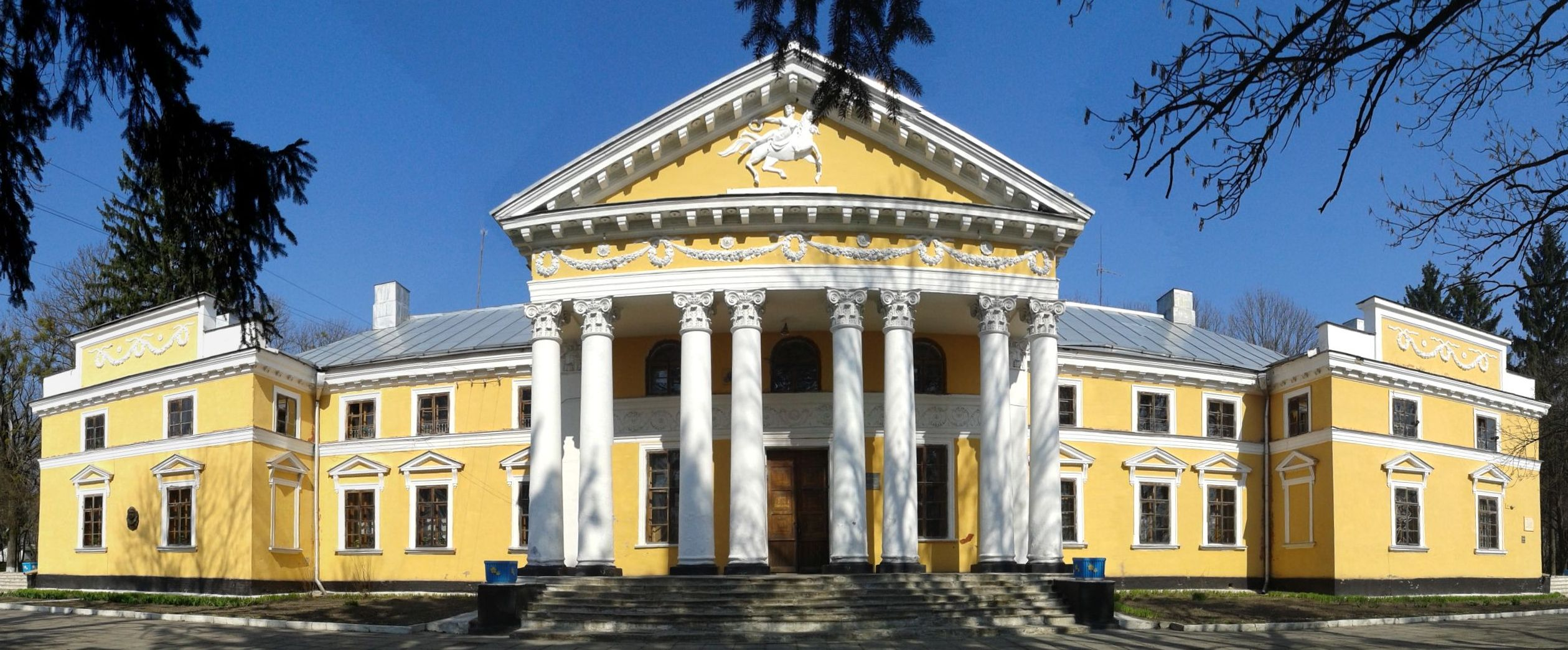
Dwór Wierzchownia

Adam Rzewuski, ostatni pan na Podhorcach, żył w rodowej posiadłości, zanim przeniósł siedzibę rodu do Wierzchowni.
Wierzchownia była wsią, która wraz dobrami liczącymi przeszło 18 tysięcy hektarów należała w XVII wieku do rodziny Hańskich. Wacław Hański po ślubie z Eweliną Rzewuską postanowił dla żony wznieść nowy pałac, który powstał ok. roku 1820. Po śmierci Wacława odziedziczyła go ich córka Anna Hańska. Około roku 1860 dwór wraz częścią ziemi odkupił od Anny Hańskiej brat jej matki Eweliny, generał Adam Rzewuski. To właśnie do Wierzchowni Adam Rzewuski przeniósł archiwum rodowe ze swojego dworu w Pohrebyszczach, w którym żył wcześniej on, a należał do jego pradziadów.
Ostatnim pokoleniem Rzewuskich były dzieci Adama Witolda Rzewuskiego (syna Adama Rzewuskiego), ostatniego pana na Wierzchowni, który wraz z żoną Olimpią Monetti-Boronat oraz dwiema córkami hrabiną Eugenią Rzewuską (przyszłą żoną Gustawa Wodzińskiego) oraz Jadwigą (przyszłą żoną Augusta de Montfalocn) uciekł z pałacu  w trakcie rewolucji 1905. Z majątku nie zabrał nic.
Na pokoleniu Eugenii z Rzewuskich Wodzińskiej i jej siostry Jadwigi z Rzewuskich de Montfalcon ten słynny ród magnacki wygasł.

## Dziedzictwo Rzewuskich

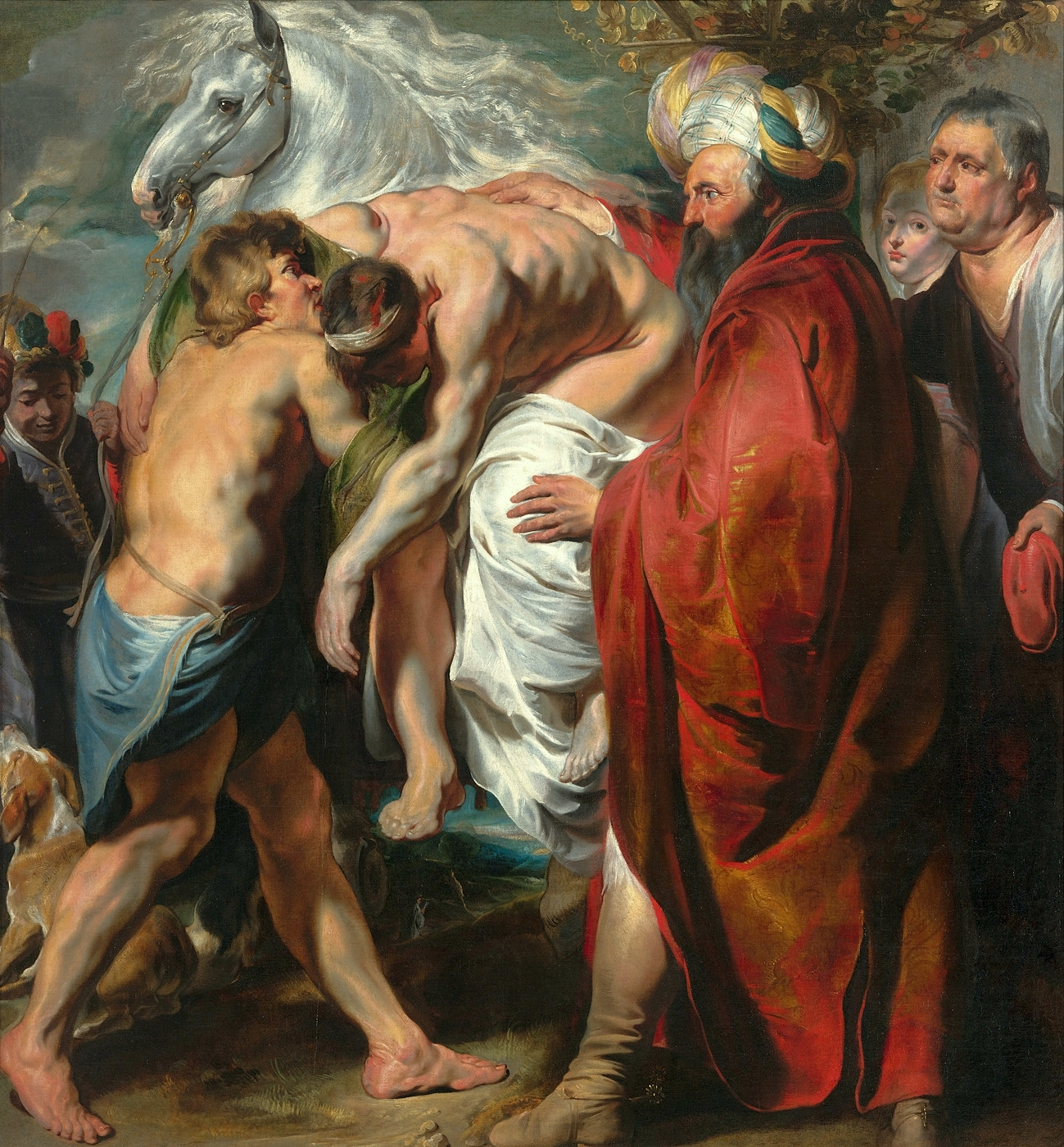
Dobry Samarytanin, Jacob Jordaens, 1616. Obraz z kolekcji w Podhorcach wystawiony w Luwr w Abu Zabi

Wacław Rzewuski był pierwszym z rodu, który wykazywał poważniejsze zainteresowania intelektualne. Oprócz działalności politycznej, pisał traktaty teoretyczne, dramaty oraz utwory poetyckie. To on zapoczątkował w rodzinie tradycję mecenatu kultury. Pod jego rządami Podhorce stały się miejscem aktywności kulturalnej, w tym teatru i kapeli.

Dziedzictwo dzieł sztuki i cennych pamiątek z dworu w Podhorcach było wielkie - biblioteka liczyła ponad 6000 ksiąg, a kolekcja dzieł sztuki ok. 900 pozycji w tym dzieła Rubensa, Paola Veronesego, van Dycka, Guida Reniego, Luki Giordana i Jacoba Jordaensa. Większość zbiorów została rozparcelowana, sprzedana lub skradziona. Do dziś przetrwał obraz Dobry Samarytanin Jacoba Jordanesa, który można obejrzeć w Muzem Luwr, Abu Zabi.

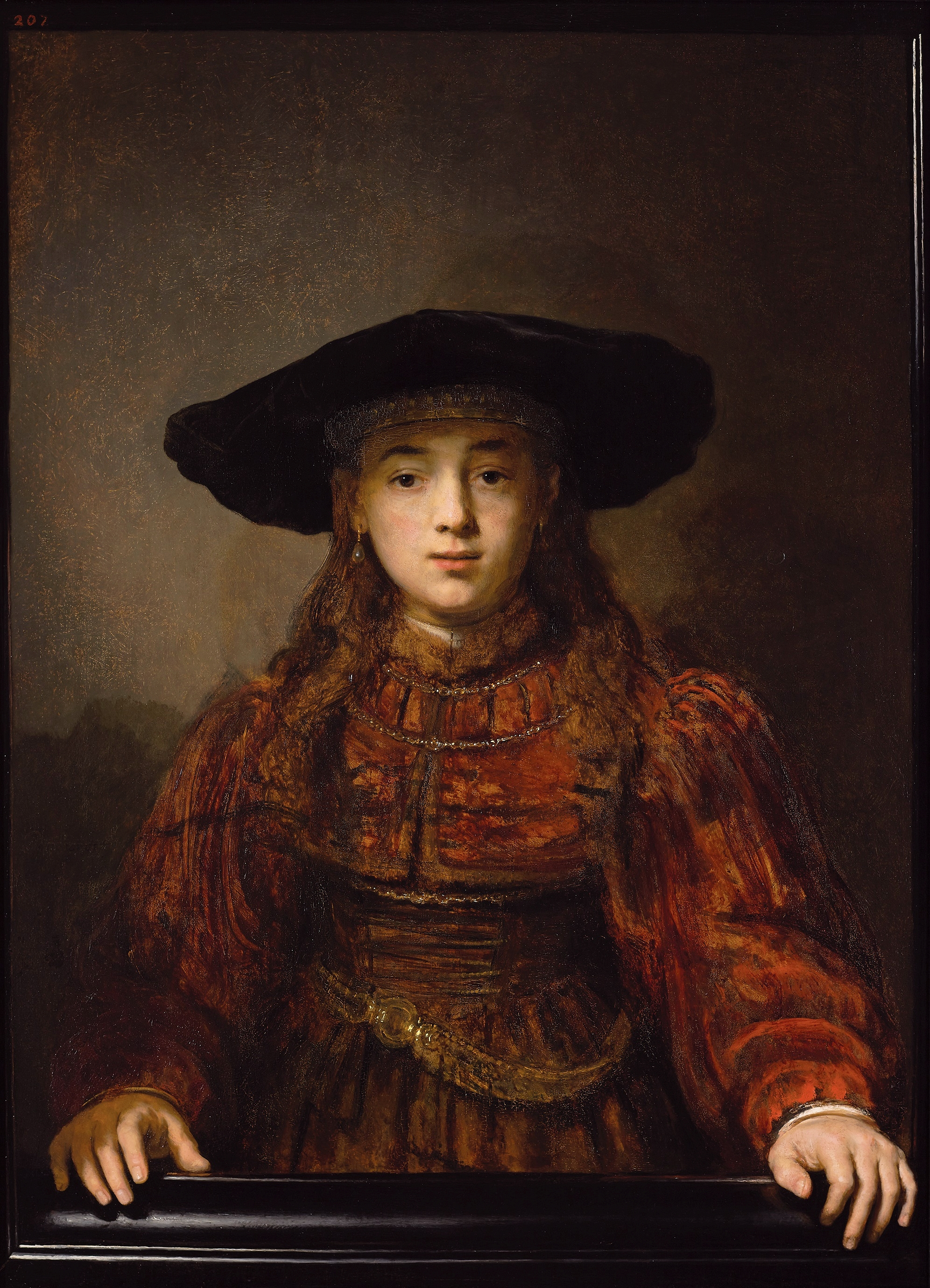
Dziewczyna w ramie obrazu, Rembrandt, 1641, Obraz z kolekcji Rzewuskich w Rozdole wystawiony w Zamku Królewskim w Warszawie

W dworze w Pohrebuszczu (a później w Wierzchowni) znajdowało się dziedzictwo pięciu pokoleń tej linii. W starej rezydencji urządzono coś w rodzaju muzeum, które mogli zwiedzać wszyscy chętni. W nowej siedzibie Rzewuski zgromadził sporo cennych obrazów, pędzla m.in. Dziewczynę z dzbanem Tycjana, Saską rodzinę monarszą Greuze’a oraz Świętą rodzinę Murilla.
Posiadana przez Kazimierza Rzewuskiego kolekcja ponad 100 dzieł i obrazów jest dzisiaj dziedzictwem polskiej sztuki. To dzięki tej kolekcji możemy m.in. podziwiać dostępne na Zamku Królewskim jedyne dwa portrety olejne Rembrandta - "Dziewczyna w ramie obrazu" oraz "Uczony przy pulpicie". Po śmierci córki Rzewuskiego, kolekcja przeszła w ręce rodziny Lanckorońskich, dzięki którym przetrwała do czasów współczesnych. W 1994, praprawnuczka Kazimierza Rzewuskiego, Karolina Lanckorońska, przekazała kolekcję na ręce prezydenta Lecha Wałęsy.

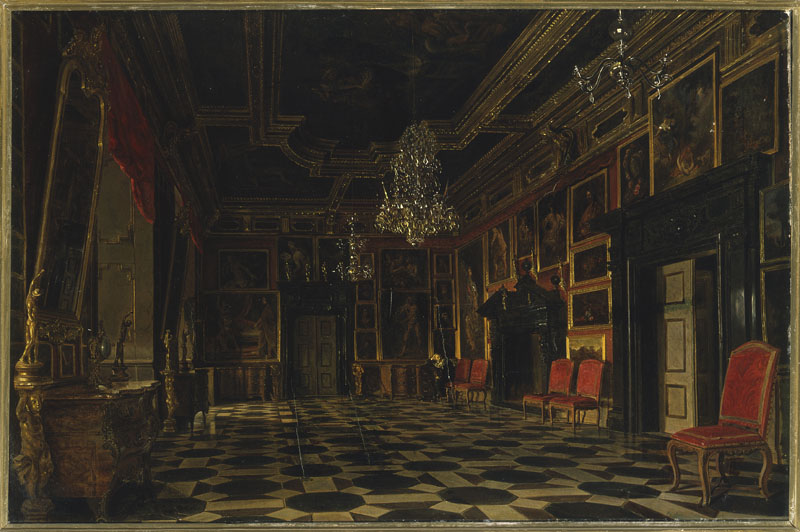
Sala karmazynowa zamku w Podhorcach, olej na płótnie, Aleksander Gryglewski

## Wygaśnięcie rodu
W XIX wieku znaczenie rodu Rzewuskich znacznie zmalało, a majątek rodziny zaczął się kurczyć. Po rozbiorach i utracie niezależności Rzeczypospolitej przy (niechlubnym udziale Seweryna Rzewuskiego) członkowie rodziny często decydowali się na współpracę z władzami zaborczymi. Znany w XIX i XX wieku pisarz Henryk Rzewuski, autor "Pamiątek Soplicy", od strony politycznej był jednym z czołowych lojalistów wobec rosyjskich władz, za co otrzymał liczne odznaczenia i przywileje. Z drugiej strony Wacław Rzewuski, syn targowiczanina Seweryna, zasłynął jako ekscentryczny podróżnik i romantyk, którego życie zakończyło się w tajemniczych okolicznościach podczas powstania listopadowego, podczas którego Rzewuscy walczyli po dwóch stronach konfliktu.
Pod koniec XIX wieku wiele z dawnych siedzib Rzewuskich, w tym Rozdół i Podhorce, przeszło w ręce innych rodów, a ród stracił na znaczeniu. Ostatnim przedstawicielem linii "hetmańskiej" był hrabia Leon Rzewuski, który sprzedał Podhorce rodzinie Sanguszków w 1865 roku.
Linia na Rozdole także wygasła. Najdłużej funkcjonowała linia na Pohrebyszczu.
Na pokoleniu Eugenii z Rzewuskich Wodzińskiej i jej siostry Jadwigi z Rzewuskich de Montfalcon ten słynny ród wygasł.

## Przedstawiciele
- Michał Florian Rzewuski (zm. 1687) podwojewodzi lwowski, pisarz ziemski lwowski, pułkownik królewski, podskarbi nadworny koronny, starosta chełmski
- Michał Józef Rzewuski (zm. 1770) wojewoda podolski, pułkownik
- Aleksandra Franciszka Rzewuska (1788-1865) arystokratka, artystka
- Jadwiga Rzewuska (1843-1889) pisarka historyczna
- Adam Rzewuski (zm. 1717) kasztelan podlaski
- Adam Rzewuski (1805-1888) ziemianin, generał rosyjski
- Adam Wawrzyniec Rzewuski (1760-1825) poseł, pisarz polityczny
- Ewelina z Rzewuskich Hańska, secundo voto Madame de Balzac
- Franciszek Rzewuski (ok. 1730-1800) pisarz polny koronny, poseł
- Franciszek Kazimierz Rzewuski (zm. 1683) stolnik podolski, poseł
- Henryk Rzewuski (1791-1866) powieściopisarz, publicysta, autor Pamiątek Soplicy
- Jan Rzewuski (zm. 1759) podstoli litewski
- Józef Rzewuski (1739-1816) generał lejtnant, poseł, starosta drohobycki
- Kazimierz Rzewuski (ok. 1750-1820) pisarz polny koronny, poseł
- Leon Rzewuski (1808-1869) latyfundysta, publicysta
- Seweryn Rzewuski (1743-1811) hetman polny koronny, jeden z przywódców konfederacji targowickiej
- Stanisław Beydo Rzewuski (zm. 1668) sędzia ziemski lwowski, poseł
- Stanisław Rzewuski (1806-1831) badacz literatury, historyk filozofii
- Stanisław Rzewuski (1864-1913) dramatopisarz, powieściopisarz
- Stanisław Ferdynand Rzewuski (1737-1786) starosta chełmski, poseł
- Stanisław Mateusz Rzewuski (1662-1728) hetman wielki koronny
- Wacław Piotr Rzewuski (1706-1779) hetman wielki koronny
- Wacław Seweryn Rzewuski (1784-1831) hodowca koni, podróżnik-orientalista

## Pałace

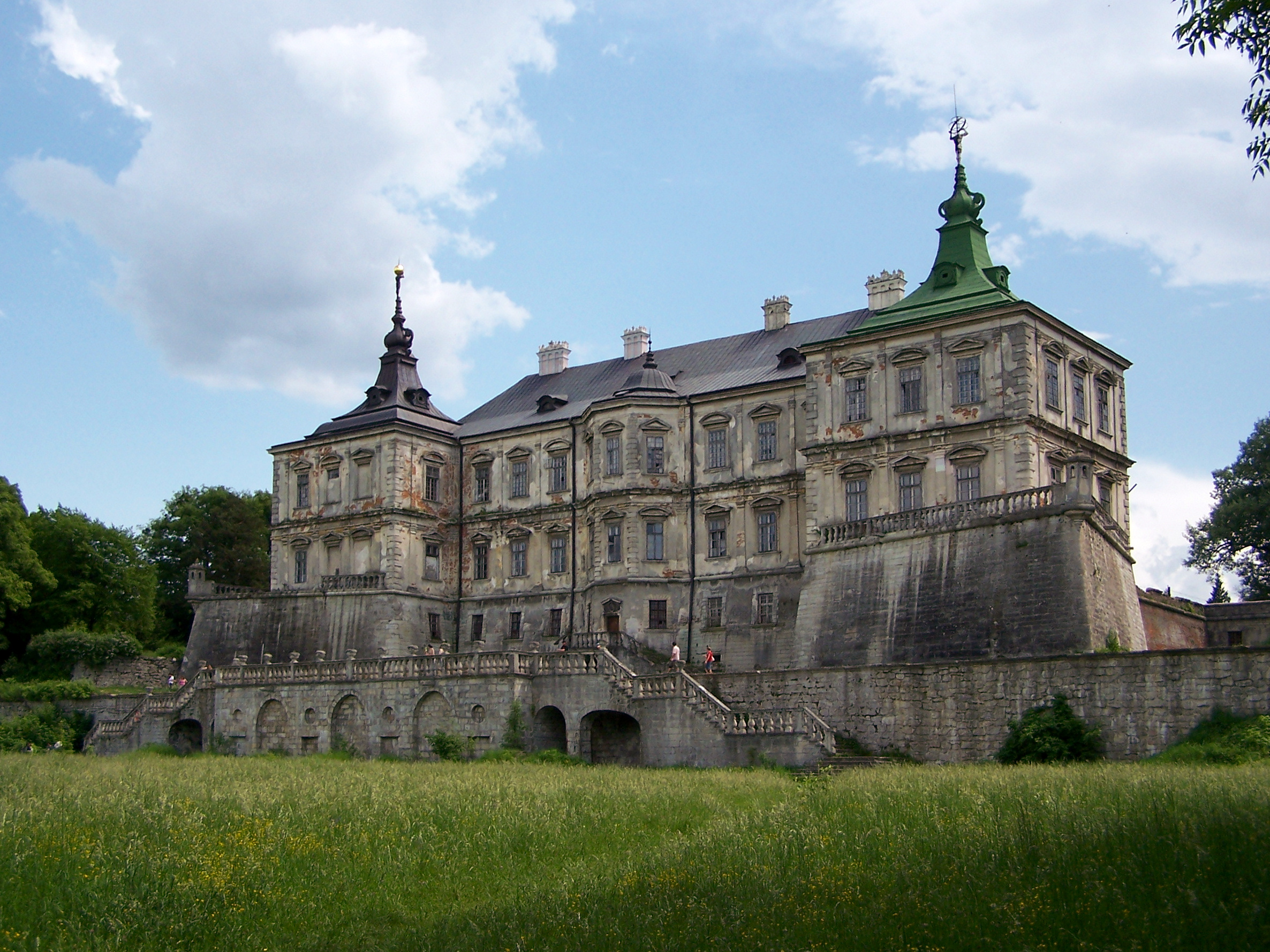
Zamek w Podhorcach
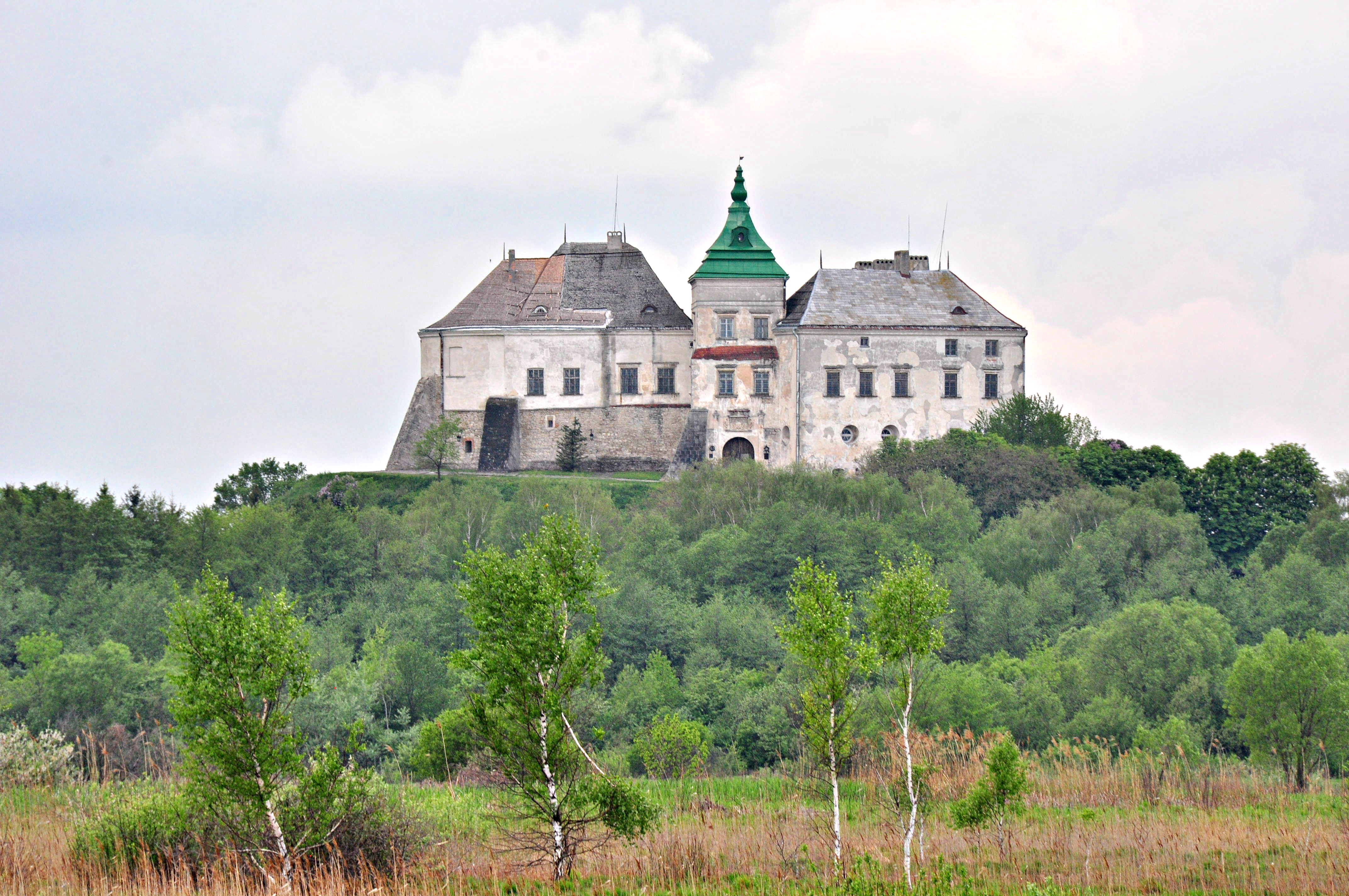
Zamek w Olesku
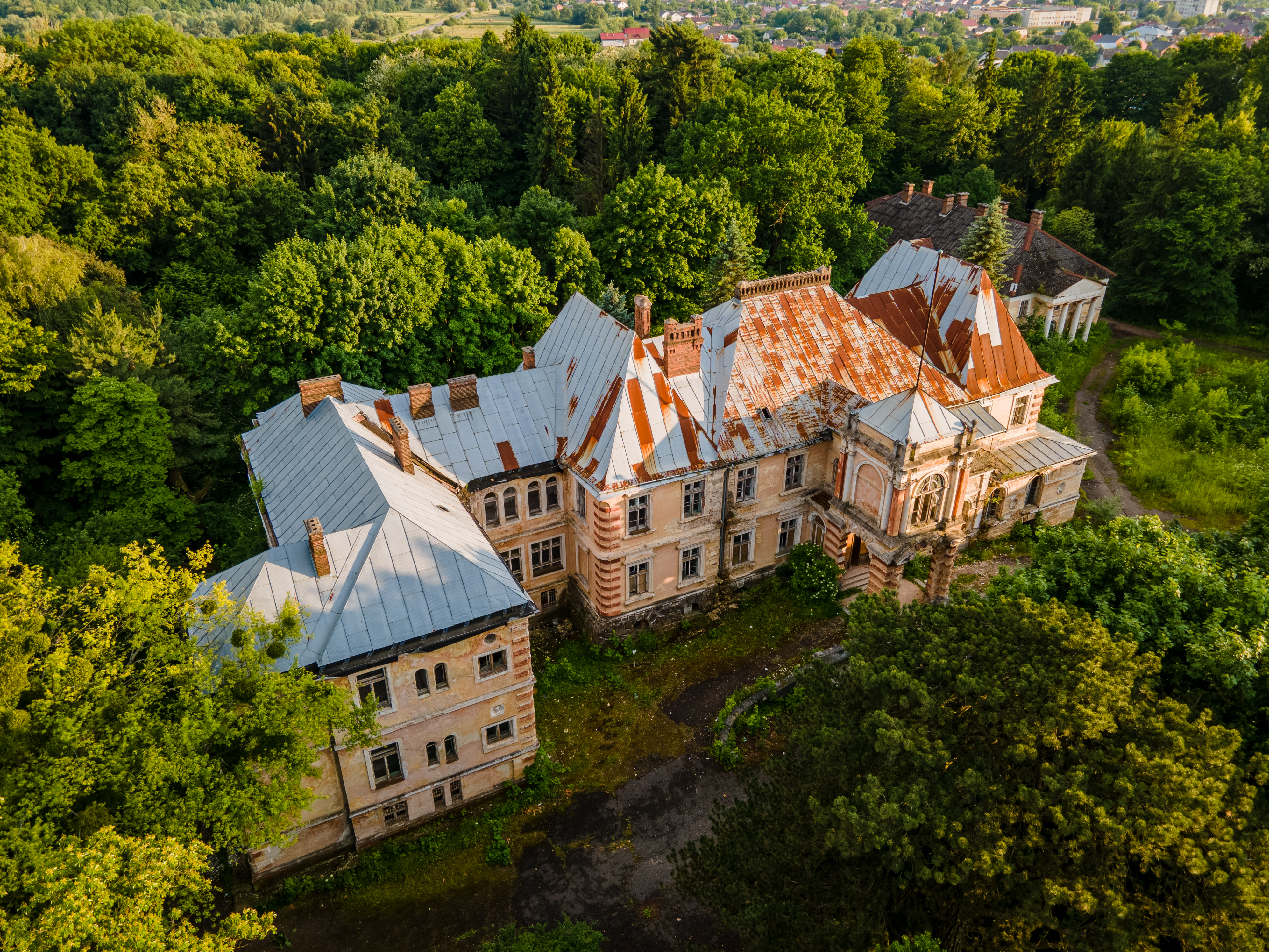
Pałac w Rozdole
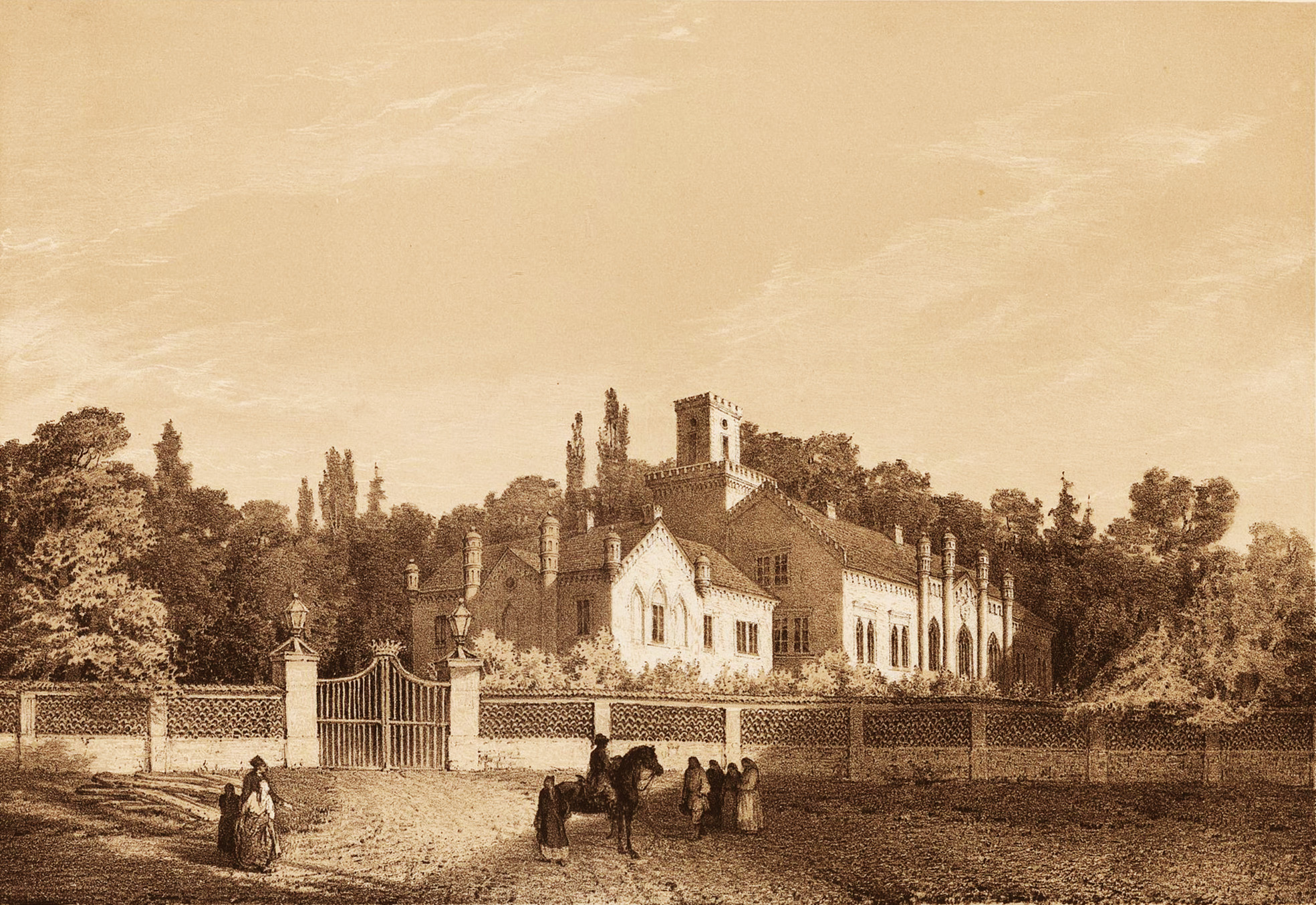
Dwór w Pohrebyszczu
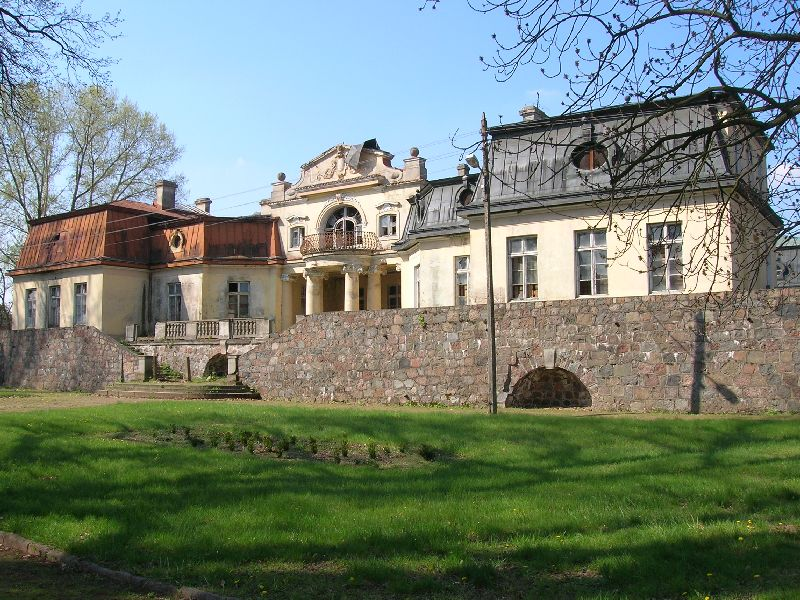
Dwór w Bratoszewicach
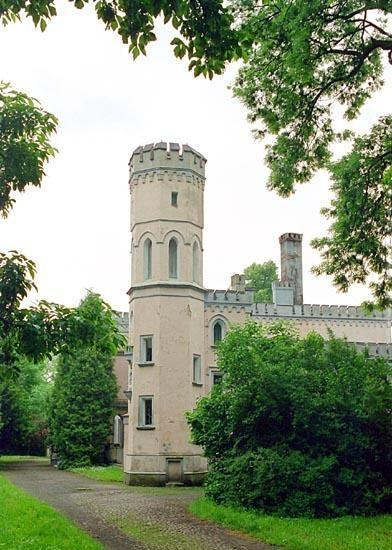
Pałac w Arcugowie
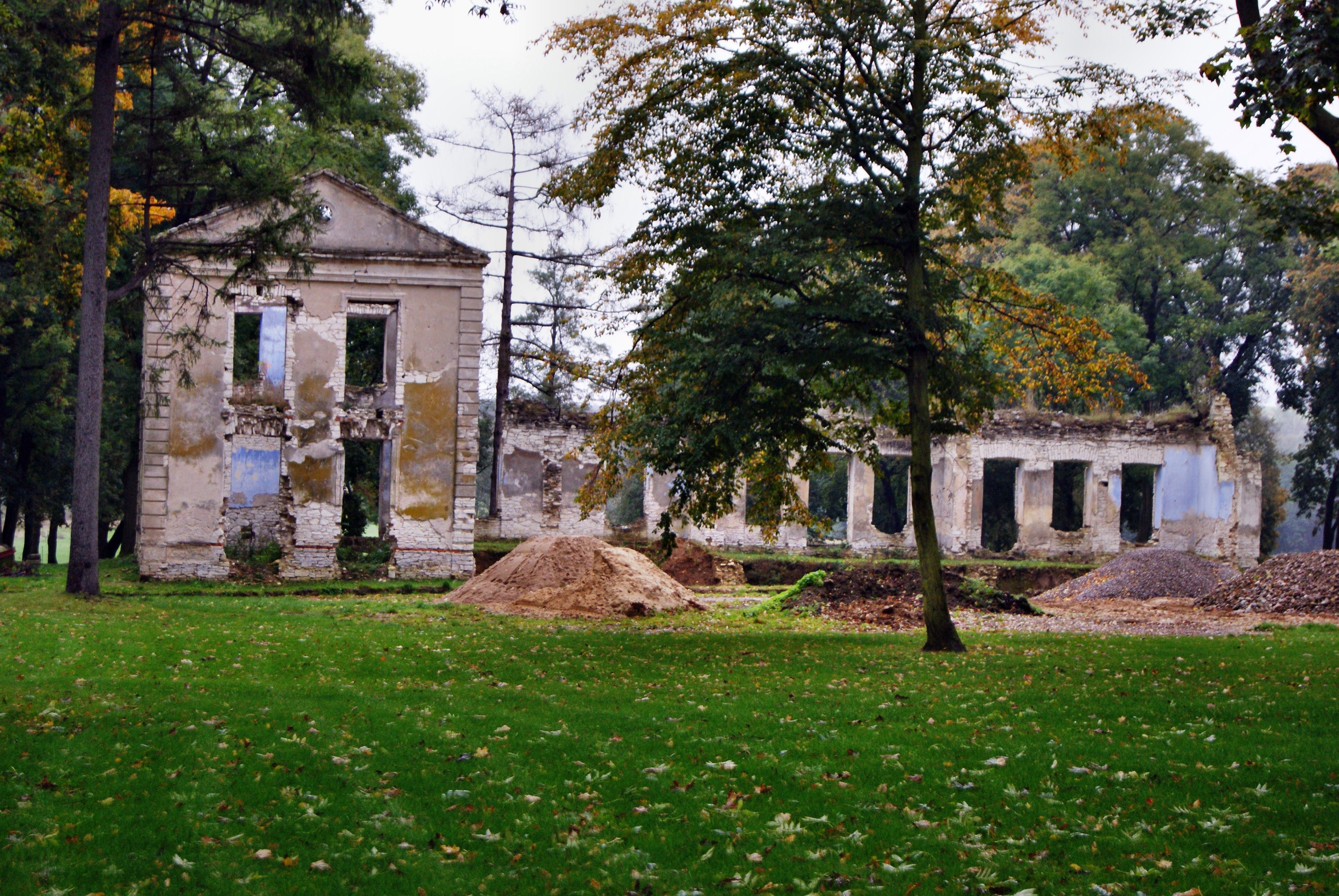
Ruiny dworu w Gardzienicach

Dwór Rzewuskich znajduje się w Topoli. Dawniej istniał również dwór Rzewuskich w Cudnowie.

## Literatura dodatkowa i bibliografia
- Herbarz polski Kaspra Niesieckiego…. T. VIII. Lipsk, 1841, s. 221—225.
- Polski Słownik Biograficzny, TOM XXXIV/1, Zeszyt 140,  Rząśnicki Adolf - Rzewuski Tadeusz, praca zbiorowa pod przewodnictwem Stefana Kieniewicza, 1992
- Jan Brzoza, Emir Rzewuski, Wydawnictwo Nasza Księgarnia, Warszawa, 1969
- Teresa Zielińska, Poczet polskich rodów arystokratycznych, Wydawnictwa Szkolne i Pedagogiczne, Warszawa 1997
- Maciej Wodziński, Dziedzictwo. Historia rodziny Wodzińskich i rodzin blisko powiązanych. Warszawa, 2023